# Simetría tetraédrica
| · Simetría · involutiva · Cs, (*) · [ ] =     | · Simetría · cíclica · Cnv, (*nn) · [n] =    | · Simetría · diédrica · Dnh, (*n22) · [n,2] = |
| Grupo poliédrico, [n,3], (*n32)               |                                              |                                               |
| · Simetría tetraédrica · Td, (*332) · [3,3] = | · Simetría octaédrica · Oh, (*432) · [4,3] = | · Simetría icosaédrica · Ih, (*532) · [5,3] = |

La simetría tetraédrica (también denominada simetría tetraedral o simetría del tetraedro) es el conjunto de propiedades reflexivas de aquellas figuras del espacio tridimensional que poseen las 12 simetrías rotacionales (o que conservan la orientación) y un orden de simetría de 24, incluidas las transformaciones que combinan una reflexión y una rotación, que son propias de un tetraedro regular.
El grupo de todas las simetrías del tetraedro (que no necesariamente preservan la orientación) es isomorfo al grupo S4, el grupo simétrico de permutaciones de cuatro objetos, ya que existe exactamente una simetría de este tipo para cada permutación de los vértices del tetraedro. El conjunto de simetrías que conservan la orientación forma un grupo denominado subgrupo alternante A4 de S4.

## Detalles

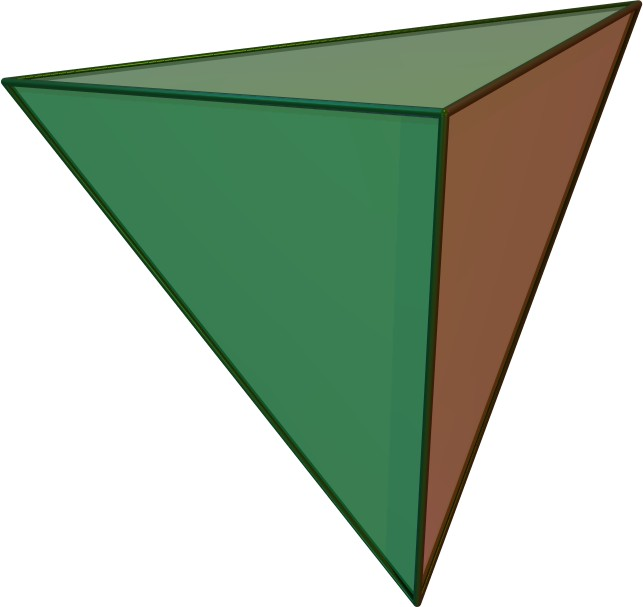
Tetraedro regular, un ejemplo de un sólido con simetría tetraédrica completa

La simetría quiral y completa (o simetría tetraédrica aquiral y simetría piritoédrica) son simetrías de puntos discretos (o equivalentemente, simetrías en la esfera). Están entre los grupos de puntos cristalográficos del sistema cristalino cúbico.
Visto en proyección estereográfica, los bordes de tetraquishexaedro forman 6 círculos (o líneas radiales centrales) en el plano. Cada uno de estos 6 círculos representa una línea especular en simetría tetraédrica. La intersección de estos círculos se encuentra en los puntos de giro de orden 2 y 3.
| Ortogonal                                                   | Proyecciones estereográficas                                | Proyecciones estereográficas                                | Proyecciones estereográficas                                |
| Ortogonal                                                   | Cuádruple                                                   | Triple                                                      | Doble                                                       |
| Simetría tetraédrica quiral, T, (332), [3,3]+= [1+,4,3+], = | Simetría tetraédrica quiral, T, (332), [3,3]+= [1+,4,3+], = | Simetría tetraédrica quiral, T, (332), [3,3]+= [1+,4,3+], = | Simetría tetraédrica quiral, T, (332), [3,3]+= [1+,4,3+], = |
| ----------------------------------------------------------- | ----------------------------------------------------------- | ----------------------------------------------------------- | ----------------------------------------------------------- |
|                                                             |                                                             |                                                             |                                                             |
| Simetría piritoédrica, Th, (3*2), [4,3+],                   |                                                             |                                                             |                                                             |
|                                                             |                                                             |                                                             |                                                             |
| Simetría tetraédrica aquiral, Td, (*332), [3,3]= [1+4,3], = |                                                             |                                                             |                                                             |
|                                                             |                                                             |                                                             |                                                             |

| C3 | C3 | C2 |
| 2  | 2  | 3  |

## Simetría tetraédrica quiral
| El grupo de rotación tetraédrico T con dominio fundamental; para el triaquistetraedro, véase abajo, este último es una cara completa. | Un tetraedro se puede colocar en 12 posiciones distintas empleando tan solo movimientos de rotación. Estos se ilustran arriba en el formato grafo cíclico, junto con los movimientos de rotación respecto a las aristas a 180° (flechas azules) y a los vértices a 120° (flechas rojizas) que permiten permutar el tetraedro a través de esas posiciones. | En el tetraquishexaedro una cara completa es un dominio fundamental. Se pueden obtener otros sólidos con la misma simetría ajustando la orientación de las caras, por ejemplo, aplanando subconjuntos seleccionados de caras para combinar cada subconjunto en una sola cara, o reemplazar cada cara por varias caras o una superficie curva. |

T', 332, [3,3]+, o 23 son distintas notaciones para denominar a la simetría quiral de orden 12 o simetría tetraédrica rotacional. Hay tres ejes de rotación ortogonales dobles, como la simetría diédrica quiral D2 o 222, además de cuatro ejes de simetría triples, centrados entre las tres direcciones ortogonales. Este grupo es isomorfo a A4, el grupo alternante de 4 elementos; de hecho es el grupo de paridades de una permutación de los cuatro ejes de simetría triple: e, (123), (132), (124), (142), (134), (143), (234), (243), (12)(34), (13)(24), (14)(23).
Las clases de conjugación de T son:
- Identidad
- 4 × rotación de 120° en el sentido de las agujas del reloj (visto desde un vértice): (234), (143), (412), (321)
- 4 × rotación de 120° en sentido contrario a las agujas del reloj (ídem)
- 3 × rotación de 180°

Las rotaciones de 180°, junto con la identidad, forman un subgrupo normal de tipo Dih2, con grupo cociente de tipo Z3. Los tres elementos de este último son la identidad, la "rotación en el sentido de las agujas del reloj" y la "rotación en el sentido contrario a las agujas del reloj", correspondientes a permutaciones de los tres ejes ortogonales de doble simetría, conservando la orientación.
A4 es el grupo más pequeño que demuestra que lo contrario del teorema de Lagrange no es cierto en general: dado un grupo finito G y un divisor d de |G|, no necesariamente existe un subgrupo de G con orden d: el grupo G= A4 no tiene subgrupo de orden 6. Aunque es una propiedad para el grupo abstracto en general, es claro del grupo de isometría de simetría tetraédrica quiral: debido a la quiralidad del subgrupo tendría que ser C6 o D3, pero ninguna se aplica.

### Subgrupos de simetría tetraédrica quiral

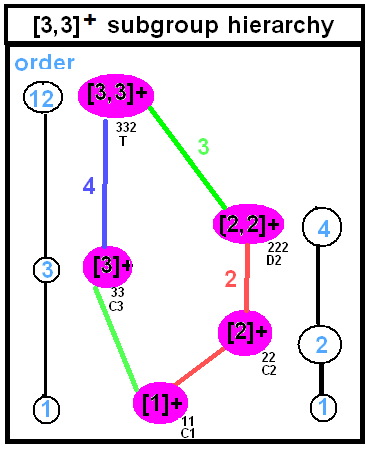
Subgrupos de simetría tetraédrica quiral

| Schoe. | Coxeter | Coxeter | Orb. | H-M | Generadores | Estructura | Cíc. | Orden | Índice |
| ------ | ------- | ------- | ---- | --- | ----------- | ---------- | ---- | ----- | ------ |
| T      | [3,3]+  | =       | 332  | 23  | 2           | A4         |      | 12    | 1      |
| D2     | [2,2]+  | =       | 222  | 222 | 3           | D4         |      | 4     | 3      |
| C3     | [3]+    |         | 33   | 3   | 1           | Z3         |      | 3     | 4      |
| C2     | [2]+    |         | 22   | 2   | 1           | Z2         |      | 2     | 6      |
| C1     | [ ]+    |         | 11   | 1   | 1           | Z1         |      | 1     | 12     |

## Simetría tetraédrica aquiral

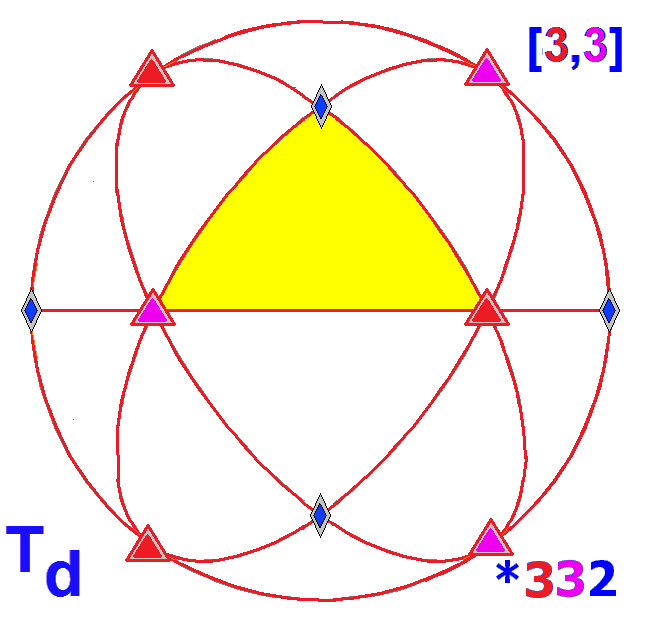
El grupo tetraédrico completo T_{d} con su dominio fundamental

Td, *332, [3,3] o 43m son distintas notaciones usadas para denominar a la simetría aquiral de oreden 24 o simetría tetraédrica completa, también conocida como el  grupo triangular (2,3,3). Este grupo tiene los mismos ejes de rotación que T, pero con seis planos de simetría especular, cada uno a través de dos ejes de triple simetría. Los ejes dobles ahora son ejes S4 (4). Td y O son isomorfos como grupos abstractos: ambos corresponden a S4, el grupo simétrico de 4 objetos. Td es la unión de T y el conjunto obtenido al combinar cada elemento de O \ T con la inversión. Véanse también las isometrías del tetraedro regular.
Las clases de conjugación de Td son:
- Identidad
- 8 × rotación de 120° (C3)
- 3 × rotación de 180° (C2)
- 6 × reflexión en un plano a través de dos ejes de rotación (Cs)
- 6 × rotorreflexión de 90° (S4)

### Subgrupos de simetría tetraédrica aquiral

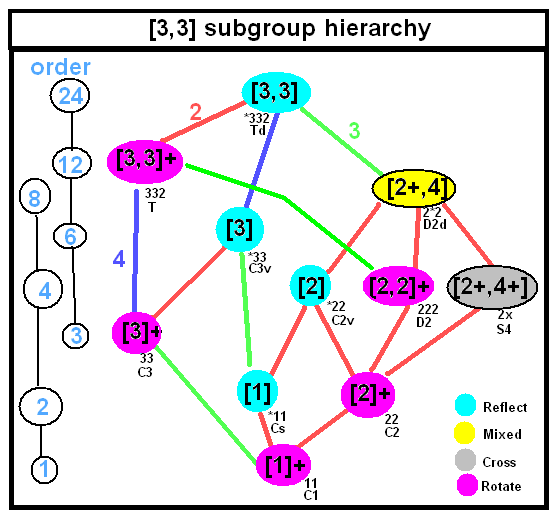
Subgrupos tetraédricos aquirales

| Schoe. | Coxeter | Coxeter | Orb. | H-M    | Generadores | Etructura | Cíc. | Orden | Índice |
| ------ | ------- | ------- | ---- | ------ | ----------- | --------- | ---- | ----- | ------ |
| Td     | [3,3]   |         | *332 | 43m    | 3           | S4        |      | 24    | 1      |
| C3v    | [3]     |         | *33  | 3m     | 2           | D6=S3     |      | 6     | 4      |
| C2v    | [2]     |         | *22  | mm2    | 2           | D4        |      | 4     | 6      |
| Cs     | [ ]     |         | *    | 2 or m | 1           | Z2= D2    |      | 2     | 12     |
| D2d    | [2+,4]  |         | 2*2  | 42m    | 2           | D8        |      | 8     | 3      |
| S4     | [2+,4+] |         | 2×   | 4      | 1           | Z4        |      | 4     | 6      |
| T      | [3,3]+  |         | 332  | 23     | 2           | A4        |      | 12    | 2      |
| D2     | [2,2]+  |         | 222  | 222    | 2           | D4        |      | 4     | 6      |
| C3     | [3]+    |         | 33   | 3      | 1           | Z3= A3    |      | 3     | 8      |
| C2     | [2]+    |         | 22   | 2      | 1           | Z2        |      | 2     | 12     |
| C1     | [ ]+    |         | 11   | 1      | 1           | Z1        |      | 1     | 24     |

## Simetría piritoédrica

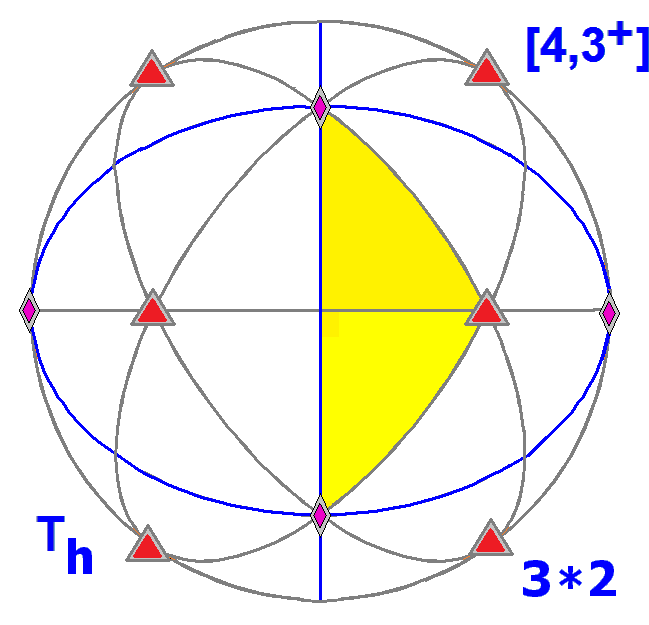
El grupo piritoédrico T_{h} con su dominio fundamental

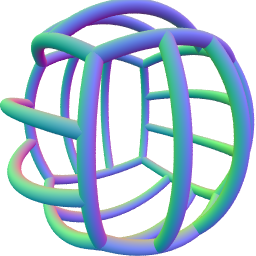
Las costuras de una pelota de voleibol poseen simetría piritoédrica

Th, 3*2, [4,3+] o m3, son distintas notaciones para mencionar a la simetría piritoédrica de orden 24. Este grupo tiene los mismos ejes de rotación que T, con planos de simetría especular a través de dos de las direcciones ortogonales. Los ejes de triple simetría ahora son ejes S6 (3), y hay una simetría de inversión central. Th es isomorfo a T × Z2: cada elemento de Th es un elemento de T o uno combinado con la inversión. Aparte de estos dos subgrupos normales, existe también un subgrupo normal D2h (el de un cuboide), de tipo Dih2 × Z2= Z2 × Z2 × Z2. Es el producto directo del subgrupo normal de T (véase arriba) con Ci. El grupo cociente es el mismo que el anterior: de tipo Z3. Los tres elementos de este último son la identidad, la "rotación en el sentido de las agujas del reloj" y la "rotación en el sentido contrario a las agujas del reloj", correspondientes a permutaciones de los tres ejes ortogonales de doble simetría, conservando la orientación.
Es la simetría de un cubo en cada cara con un segmento rectilíneo que divide la cara en dos rectángulos iguales, de modo que los segmentos de línea de las caras adyacentes no se encuentran en el borde. Las simetrías corresponden a las permutaciones pares de las diagonales del cuerpo y las mismas combinadas con inversión. También es la simetría de un dodecaedro, que es extremadamente similar al cubo descrito, con cada rectángulo reemplazado por un pentágono con un eje de simetría y 4 lados iguales y 1 lado diferente (el correspondiente al segmento de línea que divide la cara del cubo) ; es decir, las caras del cubo sobresalen en la línea divisoria y se vuelven más estrechas allí. Es un subgrupo del grupo de simetría icosaédrica completo (como grupo de isometría, no solo como grupo abstracto), con 4 de los 10 ejes de triple simetría.
Las clases conjugadas de Th incluyen las de T, con las dos clases de 4 combinadas y cada una con inversión:
- Identidad
- 8 × rotación de 120° (C3)
- 3 × rotación de 180° (C2)
- Inversión (S2)
- 8 × reflexión del rotor en 60° (S6)
- 3 × reflexión en un plano (Cs)

### Subgrupos de simetría piritoédrica

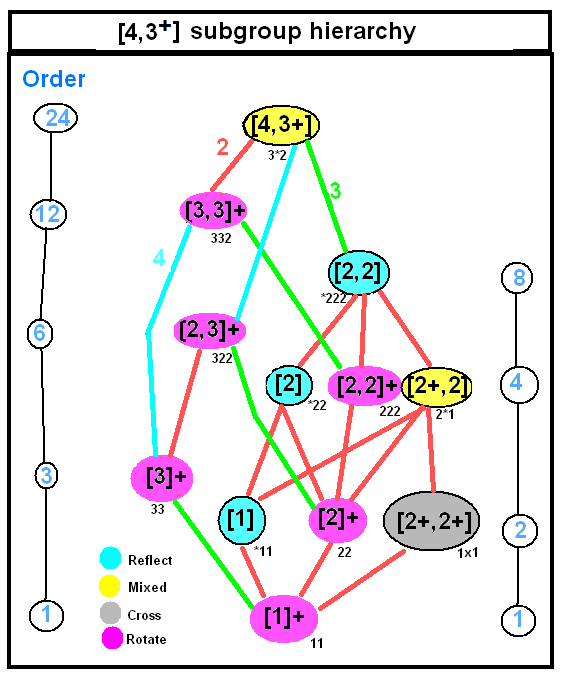
Subgrupos piritoedrales

| Schoe. | Coxeter | Coxeter | Orb. | H-M    | Generadores | Etructura | Cíc. | Orden | Índice |
| ------ | ------- | ------- | ---- | ------ | ----------- | --------- | ---- | ----- | ------ |
| Th     | [3+,4]  |         | 3*2  | m3     | 2           | A4×2      |      | 24    | 1      |
| D2h    | [2,2]   |         | *222 | mmm    | 3           | D4×D2     |      | 8     | 3      |
| C2v    | [2]     |         | *22  | mm2    | 2           | D4        |      | 4     | 6      |
| Cs     | [ ]     |         | *    | 2 or m | 1           | D2        |      | 2     | 12     |
| C2h    | [2+,2]  |         | 2*   | 2/m    | 2           | Z2×D2     |      | 4     | 6      |
| S2     | [2+,2+] |         | ×    | 1      | 1           | Z2        |      | 2     | 12     |
| T      | [3,3]+  |         | 332  | 23     | 2           | A4        |      | 12    | 2      |
| D3     | [2,3]+  |         | 322  | 3      | 2           | D6        |      | 6     | 4      |
| D2     | [2,2]+  |         | 222  | 222    | 3           | D8        |      | 4     | 6      |
| C3     | [3]+    |         | 33   | 3      | 1           | Z3        |      | 3     | 8      |
| C2     | [2]+    |         | 22   | 2      | 1           | Z2        |      | 2     | 12     |
| C1     | [ ]+    |         | 11   | 1      | 1           | Z1        |      | 1     | 24     |

## Sólidos con simetría tetraédrica quiral
El icosaedro coloreado como un tetraedro romo tiene simetría quiral.

## Sólidos con simetría tetraédrica completa
| Clase                        | Nombre                      | Imagen                | Caras | Aristas | Vértices |
| ---------------------------- | --------------------------- | --------------------- | ----- | ------- | -------- |
| Sólidos platónicos           | tetraedro                   | Tetrahedron           | 4     | 6       | 4        |
| Sólidos arquimedianos        | tetraedro truncado          | Truncated tetrahedron | 8     | 18      | 12       |
| Sólidos de Catalan           | triaquistetraedro           | Triakis tetrahedron   | 12    | 18      | 8        |
| Casi sólido de Johnson       | Triaquis tetraedro truncado |                       | 16    | 42      | 28       |
| Casi sólido de Johnson       | Dodecaedro tetrado          |                       | 28    | 54      | 28       |
| Poliedro uniforme estrellado | Tetrahemihexaedro           |                       | 7     | 12      | 6        |